# A dal öröme
A dal öröme 1962-ben bemutatott magyar rajzfilm, amelynek rendezője Csermák Tibor. A forgatókönyvet Kovásznai György írta, a zenéjét Szokolay Sándor szerezte. A mozifilm a Pannónia Filmstúdió gyártásában készült.

## Rövid történet
Egy egyszerű dallam változatai.

## Alkotók
- Rendezte és tervezte: Csermák Tibor
- Írta: Kovásznai György
- Zenéjét szerezte: Szokolay Sándor
- Operatőr: Neményi Mária, Velebil Zsuzsa
- Hangmérnök: Bélai István
- Vágó: Czipauer János
- Gyártásvezető: Bártfai Miklós, László Andor

Készítette a Pannónia Filmstúdió.